# كورسانو
كورسانو (بالإيطالية: Corsano)‏ هي بلدة وبلدية في مقاطعة ليتشي في إقليم بوليا في جنوب إيطاليا.

## السكان
في سنة 1861 بلغ عدد السكان 1٬111 نسمة، وتطور العدد ليصل في سنة 2011 لـ 5٬632 نسمة.
يظهر هذا المخطط البياني تطور النمو السكاني لـ كورسانو

## توأمة
لكورسانو اتفاقيات توأمة مع:
- رومان سور ديزير